# Bulbophyllum wightii
Bulbophyllum wightii är en orkidéart som beskrevs av Heinrich Gustav Reichenbach. Bulbophyllum wightii ingår i släktet Bulbophyllum och familjen orkidéer.
Artens utbredningsområde är Sri Lanka. Inga underarter finns listade i Catalogue of Life.